# Alfred Ollerup Jørgensen
No s'ha de confondre amb el també danès i company d'equip als Jocs de 1920 Alfred Frøkjær Jørgensen.
Alfred Ollerup Jørgensen (Tørring, Hedensted, Midtjylland, 30 d'agost de 1890 – Svendborg, 26 de novembre de 1973) va ser un gimnasta artístic danès que va competir a començaments del segle xx.
El 1920 va prendre part en els Jocs Olímpics d'Anvers, on va guanyar la medalla de plata en el concurs per equips, sistema suec del programa de gimnàstica.